# Ил (пророк)
Пророк Ил (хебр. עלי) је био првосвештеник, судија Израиља и јеврејски национални вођа, више пута поменут у Старом завету у Првој књизи о царевима (Књига о Самуилу). На једном месту у Књизи о царевима (1 Цар. 4:18) се наводи да је он „четрдесет година био судија Израела“ .

## Ил и његови синови
Према Првој књизи о царевима (1 Цар. 1–4), у периоду који је претходио успостављању монархије у Израелу (у другој половини 11. века пре нове ере), Ил и његова два сина, Хофни и Финес били су свештеници „Храма Господњег“ у Силоаму, где су у то време били Скинија и Ковчег завета. Илини синови су били „безвредни људи; нису познали Господа“ (1 Цар. 2:12).. Тада је Илу послат Божији човек, који је објавио казну за њихову злобу.  Десило се следеће – током рата са Филистејцима, Израелци су са собом понели Ковчег завета, са којим су били свештеници. Међутим, Израел је претрпео страшан пораз, оба Илова сина су убијена, а Ковчег је пао у руке непријатеља. Сазнавши за то, Ил се срушио, сломио леђа и умро. Тада је имао 98 година.
Његова снаја, сазнавши за смрт свог таста и мужа, родила је сина коме је дала име Ихабод („бесчаст“), пошто је „Слава отишла од Израиља“, узвикнула је , умирући, „јер је ковчег Божији узет“ (1. Цар 4:22)

## Самуиол
Видевши неплодну Ану како се моли код Скиније, Ил ју је благословио, након чега је Ана добила сина Самуила, којег су родитељи, из захвалности, посветили Господу. Дечака је почео да васпитава првосвештеник а он њему да помаже у Храму. Тамо је Самуило чуо глас Божији, који је Илином дому најавио предстојећу казну. Дечак се плашио да то каже првосвештенику, али је инсистирао да исприча садржај пророчанства и са понизношћу прихватио вест о предстојећим догађајима. После Илине смрти, Самуило је постао последњи судија Израела.